# Stefan Forsberg
Björn Stefan Forsberg, född 28 juli 1961 i Motala församling, Östergötlands län, är en svensk musiker, preses av Kungl. Musikaliska Akademien och var från 2003 till 2024 chef för Stockholms konserthus.

## Biografi
Forsberg utbildade sig till trumpetare vid Musikhögskolan i Göteborg och spelade sedan i 11 år i Stockholms Läns Blåsarsymfoniker en orkester som han sedan blev chef för. Därefter arbetade han i Berwaldhallen som artist- och programchef för Radiosymfonikerna och Radiokören. Forsberg kom till Stockholms konserthus 2003 som konserthuschef och VD för Stockholms Konserthusstiftelse och Kungliga Filharmonikerna. I september 2024 avslutades hans förordnande.  År 2025 tillträdde han som preses av Kungl. Musikaliska Akademien.
Stefan Forsberg var ordförande i bransch- och arbetsgivarorganisationen Svensk Scenkonst under perioden 2012-2020. Han är ledamot i Polar Music Prize prisnämnd, Nobelstiftelsens Konstnärliga Råd samt medlem i styrelsen för El Sistema Sverige. Forsberg är också vice ordförande för Nationellt centrum för musiktalanger. År 2024 utsågs han till hedersdoktor av Luleå tekniska universitet bland annat för satsningen på den framgångsrika och omtalade orkesterakademi som sedan 2016 drivs i nära samarbete mellan Kungliga Filharmonikerna och Musikhögskolan i Piteå vid Luleå tekniska universitet. 
Han är kabinettskammarherre vid Kungliga Hovstaterna sedan 2008 och ledamot av Kungl. Musikaliska Akademien sedan 2010. På Riksdagens uppdrag planerade och genomförde han den mycket uppmärksammade Festkonserten i samband med kronprinsessans bröllop 2010, samt firandet av H.M Konungen 40-år på tronen 2013. Forsberg agerade även toastmaster vid prins Carl Philips och prinsessan Sofias bröllop i juni 2015 och han var ceremonimästare vid Nobelceremonin 2020.

## Utmärkelser och ledamotskap
- H.M. Konungens medalj i guld av 12:e storleken i Serafimerordens band (Kon:sGM12mserafb, 2012) för betydelsefulla insatser i svenskt musikliv och som kabinettskammarherre.[5]
- Ledamot av Kungliga Musikaliska Akademien (LMA, 2010)
- Hedersdoktor, Luleå tekniska universitet (2024)